# Zwingle
Zwingle is een plaats (city) in de Amerikaanse staat Iowa, en valt bestuurlijk gezien onder Dubuque County en Jackson County.

## Demografie
Bij de volkstelling in 2000 werd het aantal inwoners vastgesteld op 100.
In 2006 is het aantal inwoners door het United States Census Bureau geschat op 111, een stijging van 11 (11,0%).

## Geografie
Volgens het United States Census Bureau beslaat de plaats een oppervlakte van
0,4 km², geheel bestaande uit land. Zwingle ligt op ongeveer 324 m boven zeeniveau.

## Plaatsen in de nabije omgeving
De onderstaande figuur toont nabijgelegen plaatsen in een straal van 24 km rond Zwingle.